# 伊莎贝拉·博德
伊萨贝拉‧露西‧博德 FRGS（1831年10月15日—1904年10月7日）是一位19世纪的英国探险家、作家、摄影師和自然主义者。她與法尼·珍妮·巴特勒（Fanny Jane Butler）一同在斯利那加創立了约翰‧毕晓普纪念医院。她也是首位當選皇家地理学会会员的女性。

## 早年生活
博德于1831年10月15日出生在英格兰北部约克郡的巴勒布里奇（Boroughbridge），她父母是爱德华·博德神父(1794-1858)，和他的第二任妻子多拉·雷森(1803-1866)。
年少时期，博德多次搬家。1832年，博德神父因被任命為策展人而搬到英格兰梅登黑德地区。之後因為父亲的健康状况不佳，博德全家于1834年搬到柴郡的塔頓霍爾，跟她住在一起的堂弟就是英格蘭教會的大主教約翰·伯德·薩姆納博士。同年，博德的妹妹海利塔出生。1848年，全家再次搬家，在伊斯特本住了一段时间后，在亨廷顿郡（现剑桥郡）的怀顿（Wyton）定居。
博德从小就直言不讳。6岁时，她质问南柴郡的当地议员马尔帕斯·德·格雷·塔顿·埃格顿爵士，当时他正在竞选，她问他：“你告诉我父亲我妹妹这么漂亮，是因为你想要他的选票吗？”
博德早年身体不好，受到脊柱病、神经性头疼和哮喘的困扰，她的醫生建议她多一些接近大自然的生活，还是很小的时候，她就学会了骑马、赛艇，她父亲给他植物学的指导，她母亲教给她各种自然知识，博德的阅读面很广。所以，她对外部世界有一种强烈的好奇感。
博德十六岁开始就给各种杂志投稿，1850年，博德脊柱附近的瘤被切除，但是仍然受到其他疾病的困扰，博德家在苏格兰呆了六个夏天，希望以此改善她的健康状况。
1854年，医生建议她去海上旅行，她和她堂妹一起前往美国的亲戚家中。1856年完成了她的第一本书《一个在美国的英格兰女人》由约翰·马诺出版发行，约翰·马洛也成为她终身的朋友。

## 中年时期的旅行

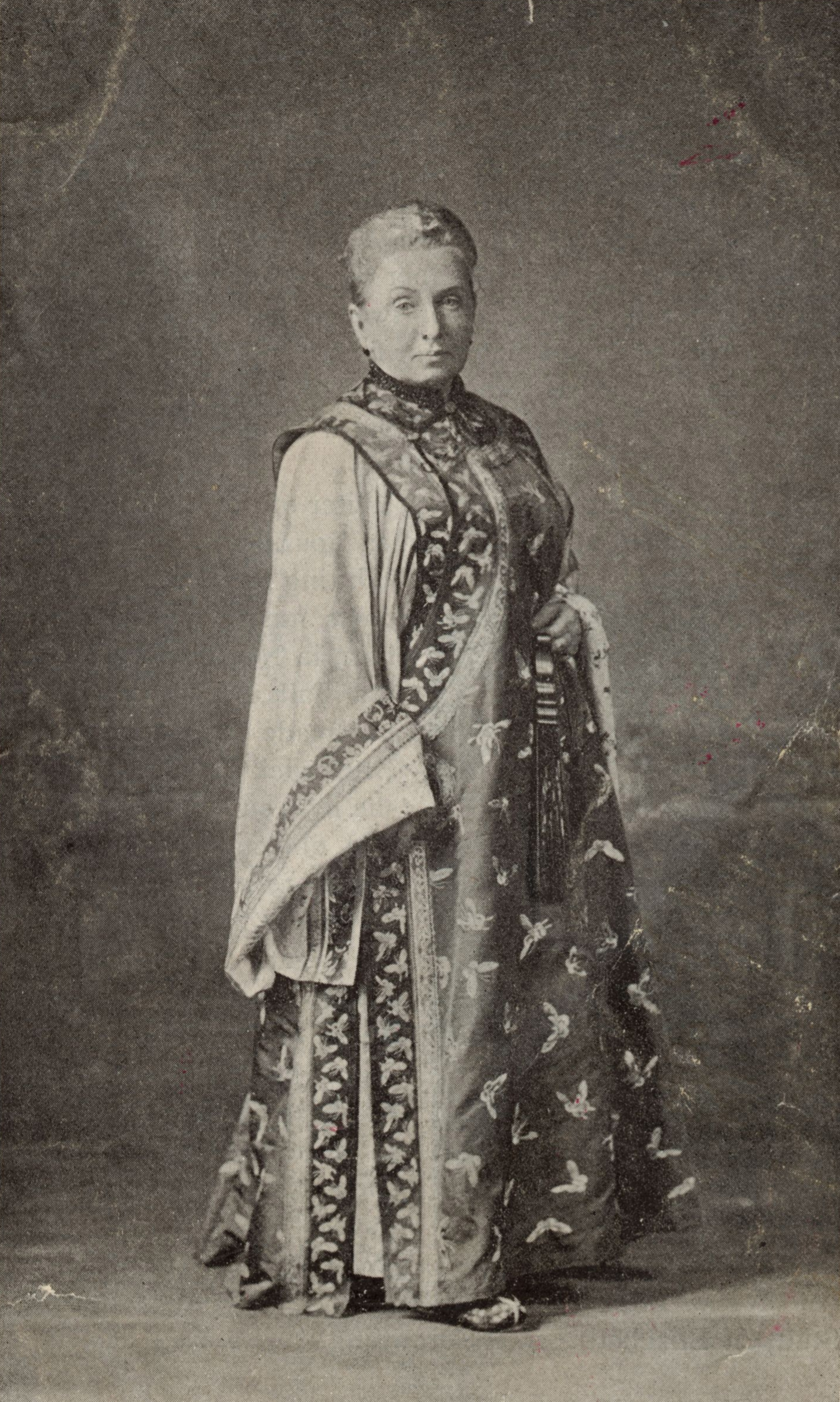
博德滿人服装相

博德1872年离开英国前往澳大利亚，接著前往夏威夷, 她非常喜欢夏威夷，於是写了她的第二本书.然后她搬去了当时美国最新的州：科罗拉多 Colorado, 在此期间她到处骑行，走遍了800多英里长的洛磯山脈。她写给她妹妹的信发表于休闲时光杂志也写成了她最著名的书《一个女士的落基山生活》。

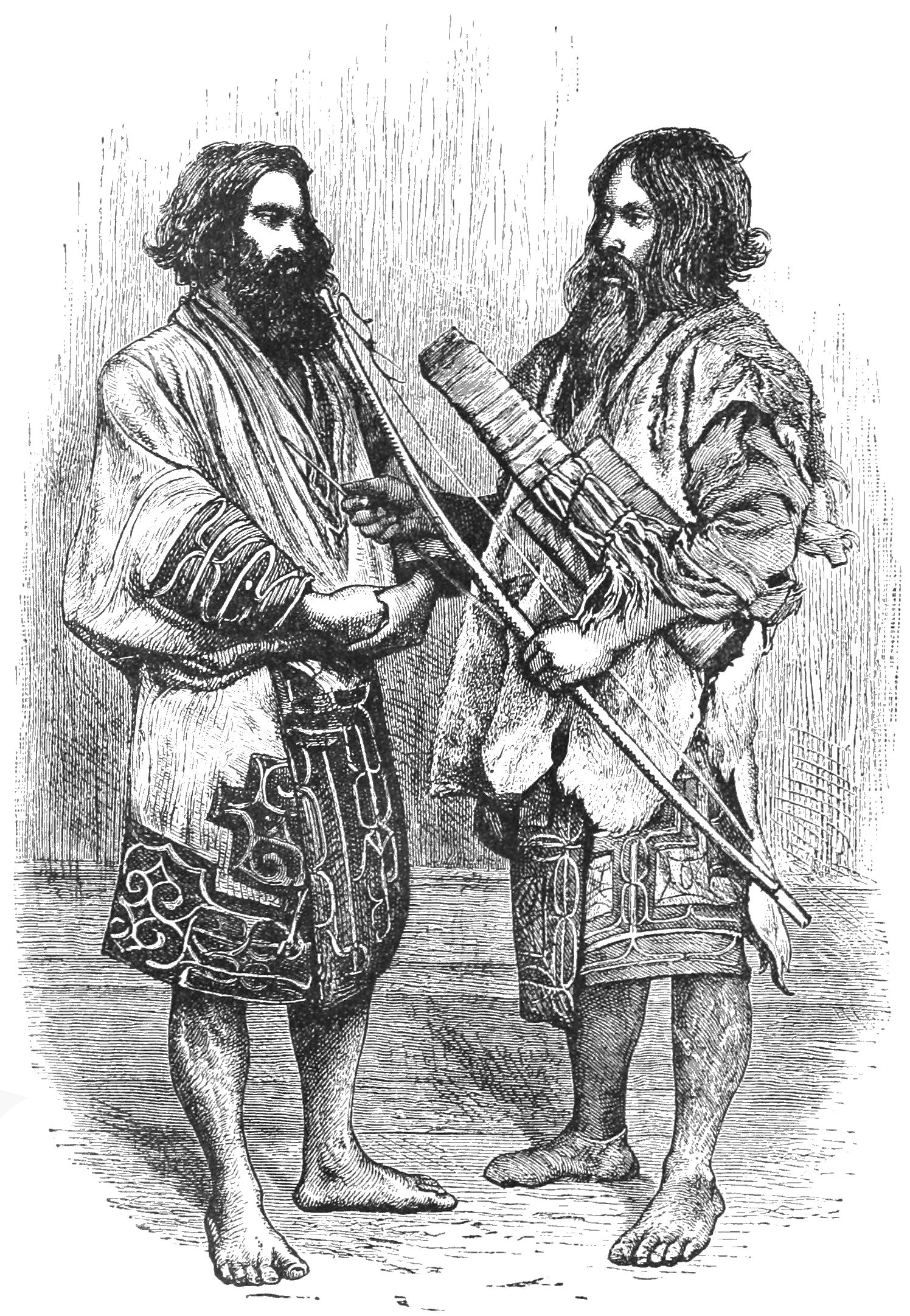
日本爱奴人的照片

在英国，约翰.毕晓普医生开始追求博德，但是她又继续她的旅行，她访问了日本、中国、韩国、越南、新加坡和英属马来亚。1880年，在她的妹妹海瑞塔去世后，博德接受约翰的求婚並于1881年结婚。1886年毕晓普医生去世，博德受到了巨大打击，並在此时感到她先前的旅行没有目的性，於是，她在快到60岁的时候接受医学教育，并开始到印度开展传教士的工作。

## 晚年生活

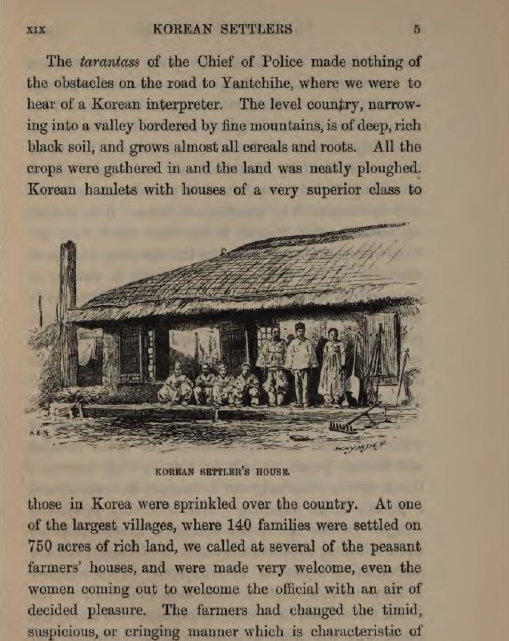
《韩国人和她的邻居》 (1898)

1889年博德到达印度，访问了印度和西藏边界的喜马拉雅山区，然后到达了伊朗、库尔德地区和土耳其。她作为部队首长，带领一队英国士兵，从巴格达到达德黑兰。
1890年，她成为苏格兰皇家地理协会的第一位女会员，两年后，她成为英国皇家地理学会的会员。她在1897年成为英国摄影家协会的会员，她最后一次旅行是1897年对中国长江，韩国汉江和摩洛哥的探索。 

## 去世
1904年，博德于苏格兰爱丁堡離世，享壽72歲。身後和她父母、妹妹及丈夫合葬在愛丁堡的迪恩公墓。

## 著作
- . 1856  [2018-06-18]. （原始内容存档于2020-07-15）.
- . 1859.
- . The Leisure Hour. 1866.
- Notes on Old Edinburgh (1869)
- The Hawaiian Archipelago (1875)
- . The Leisure Hour. 1876.
- . The Leisure Hour. 1877.
- . 1879.[13]
- . 1880  [2018-06-18]. （原始内容存档于2020-09-23）.[14]Volume 1.
- . The Leisure Hour. 1883.
- . New York: G. P. Putnam's Sons. 1883  [2018-06-18]. （原始内容存档于2020-09-23）.[15][16]
- . The Leisure Hour. 1886.
- . 1891  [2018-06-18]. （原始内容存档于2020-10-01）. Volume 1.
- . 1894.[17][18]
- . 1898.[19][20][21][22]Volume 2.
- . 1899  [2018-06-18]. （原始内容存档于2020-09-25）.
- . New York: C. L. Bowman. 1900  [2018-06-18]. （原始内容存档于2016-01-21）.
- . Monthly Review. 1901.

## 流行文化
- 博兒的東瀛紀行
- 金德永、孫世演《一生一定要認識的女性領袖50人》第14章，台灣：漢湘文化，2015年2月

## 引用
1. 1 2 3 4  Middleton, Dorothy. . Oxford Dictionary of National Biography (Oxford University Press). 2004  [2018-06-18]. （原始内容存档于2020-03-10）.
2. ↑  . The John Murray Archive. National Library of Scotland.   [2014-03-16]. （原始内容存档于2014-03-17）.
3. ↑  Ogilvie, Marilyn Bailey.  Reprint. Cambridge, Mass.: MIT Press. 1986: 38. ISBN 9780262650380.。
4. ↑  . Diocese of Amritsar.   [2015-04-21]. （原始内容存档于2014-12-26）.
5. 1 2 3  . The Times. Obituaries (London, England). 1904-10-10, (37521): 4.
6. ↑  Lucas, Charles Prestwood. . Dictionary of National Biography. 1912. （原始内容存档于2017-02-16）.
7. 1 2 3  Stoddart, Anna M, (1906) The Life of Isabella Bird, Mrs Bishop : London, J. Murray OCLC  4138739
8. ↑  . The Spectator (London). 1907-01-26: 6.
9. ↑  Bird, Isabella L. . John Murray OCLC 169934144. 1856.
10. ↑  David McClay. . National Library of Scotland.   [2014-03-17]. （原始内容存档于2014-03-17）.
11. 1 2 3  Bird, Isabella. . The Hawaiian Archipelago (eBooks). 2004: i.
12. ↑  Bell, Morag; McEwan, Cheryl. . The Geographical Journal. 1996-01-01, 162 (3): 295–312. JSTOR 3059652. doi:10.2307/3059652.
13. ↑  Bird, Isabella. . 1877  [2018-06-18]. （原始内容存档于2020-09-26）.
14. ↑  .   [2021-01-16]. （原始内容存档于2021-01-22）.
15. ↑  Bird, Isabella. . 1883. （原始内容存档于2012-07-01）.
16. ↑  Bird, Isabella. . A Celebration of Women Writers. （原始内容存档于2014-05-28）.
17. ↑  Bird, Isabella.  online. Australia: University of Adelaide. 1894. （原始内容存档于2014-12-29）.
18. ↑  Bird, Isabella.  online. US: Project Gutenberg. 1894. （原始内容存档于2015-09-24）.
19. ↑  Bird, Isabella. . 1898. （原始内容存档于2016-09-22）.
20. ↑  Bird, Isabella. . 1898  [2018-06-18]. （原始内容存档于2019-05-13）. Volume 1.
21. ↑  Bird, Isabella. . 1898. （原始内容存档于2016-08-26）. Volume 2.
22. ↑  Bird, Isabella. . 1898. （原始内容存档于2016-06-03）.